# Kevin Kregel
Kevin Richard Kregel (Amityville, 16 settembre 1956) è un ex astronauta statunitense. Ha partecipato a quattro missioni spaziali Shuttle (STS-99, STS-78, STS-87, STS-70), due come pilota e due come comandante.